# Muhammad Awzal
Mḥmmd (Muḥammad) u cAli u Brahim u Sus Akbil n Ind Awzal (più brevemente: Muḥammad Awzal o, alla araba, al-Awzali; 1680 – 1758) è stato un poeta religioso berbero nato intorno al 1680 nel villaggio di al-Qasaba nella regione del Sous (Marocco) e morto ivi nel 1758.
Della sua vita si hanno poche notizie certe. In gioventù doveva avere ucciso qualcuno della sua tribù e per questo si rifugiò a Tamegrout, località nota per un antico santuario, dove intraprese gli studi religiosi. Probabilmente fu al termine dei suoi studi che compose, a mo' di tesi di laurea, la sua prima opera, Mahamiz al-Ghaflan. Dopo qualche tempo tornò, pentito, al proprio villaggio, mettendosi a disposizione della famiglia dell'ucciso, che avrebbe potuto vendicarsi, ma (convinta forse della sincerità della conversione e della sua nuova scelta di vita) gli concesse il perdono.
Al villaggio non ebbe comunque vita facile, dal momento che la sua predicazione veniva poco ascoltata, e sembra che sia per reazione a questo che egli compose il suo secondo lavoro (sempre in arabo, il Tanbih ("Ammonizione"). Tornato a Tamegrout, il suo maestro, Sheikh Ahmad, intuendone le capacità come poeta, lo indusse a comporre il suo primo lavoro in berbero, Al-Hawd ("Il bacino": allusione al bacino presso il quale il Profeta incontrerà la sua comunità nel Giorno del Giudizio). Quest'opera, in due parti, costituisce un vero e proprio manuale completo di legge islamica secondo la tradizione malikita, che si basa su due testi classici, as-Sanusi (per la prima parte, 28 capitoli, sulle Ibadat "obblighi rituali") e Khalil (per la seconda, capp. 29-54, sulle mu'amalat "transazioni").
Il suo lavoro successivo, Bahr ad-Dumuc ("L'oceano delle lacrime") è un testo di ammonimento ed esortazione, e contiene, tra l'altro una descrizione del Giorno del Giudizio. Probabilmente all'epoca della sua composizione (1714) il poeta aveva fatto ritorno per l'ultima volta al villaggio natio, dove rimase fino alla morte svolgendo opera di insegnante e di muftī (giureconsulto). Lasciò una figlia e un figlio, Ibrahim.
Incerta è la datazione dell'ultimo e più breve lavoro in berbero di Awzal, An-Nasiha ("Il consiglio"), in cui tesse le lodi del suo maestro spirituale, Sidi Hmad u Mhmmd u Nasr. Se si trattasse, come alcuni elementi lasciano pensare, di un elogio funebre, dovrebbe essere stato composto intorno alla data della morte di quest'ultimo, il 1717.
Le opere di Al Awzal sono le più note della letteratura berbera scritta del Marocco. Soprattutto il Bahr ad-Dumu' è un'opera molto diffusa, non solo nelle grandi biblioteche ricche di manoscritti ma anche in tante collezioni private di minore entità. Questo testo, in particolare, è stato opera di alcune edizioni a stampa con traduzione in francese e in inglese ad opera di B.H. Stricker e di N. van den Boogert.

## Opere di Awzal
In berbero
- Al-Hawd ("il bacino", I parte 1707=1118 h.)
- Al-Hawd ("il bacino", II parte 1709=1121 h.)
- Baḥr ad-dumuc  ("L'oceano di lacrime", 1714=1126 h.)
- An-Nasiḥa ("Il consiglio", s.d.)

In arabo
- Mahamiz al-ghaflan 'alâ furu' al-waqt wa l-adan ("Lo sprone del negligente, sulle ramificazioni delle ore della preghiera e della chiamata alla preghiera", 1700 = 1111 h.)
- Tanbih al-ikhwan 'alâ tark al-bida' wa l-'isyan ("Ammonizione ai confratelli perché abbandonino le eresie e la disobbedienza")
- At-Tarq bi l-casâ li man khalaf rabba-hu wa casâ ("Il castigo col bastone per chi si oppone a Dio e gli disobbedisce")
- Una raccolta di fatwa